# Mezira emarginata
Mezira emarginata är en insektsart som först beskrevs av Thomas Say 1832.  Mezira emarginata ingår i släktet Mezira och familjen barkskinnbaggar. Inga underarter finns listade i Catalogue of Life.